# Maria Josefina av Savojen

Madame de Provence av Drouais 1772

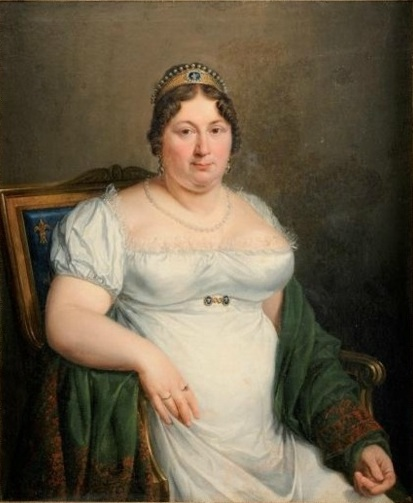
Maria Josefina av Savojen, grevinna av Provence och titulärdrottning av Frankrike

Maria Josefina Lovisa av Savojen, italienska: Maria Giuseppina Luigia, franska: Marie Josèphe Louise, född 2 september 1753 i Turin, död 13 november 1810 i Hartwell House i England, fransk ingift prinsessa (grevinna av Provence) och titulärdrottning. Gift 14 maj 1771 i Versailles med den senare kung Ludvig XVIII av Frankrike. 
Hon ansågs vara Frankrikes drottning av rojalisterna från 1795 till sin död, då maken av dessa ansågs vara monark, men hade i realiteten aldrig denna ställning eftersom hon avled innan Ludvig reellt blev kung 1814.

## Äktenskap
Född som dotter till kung Viktor Amadeus III av Sardinien och Maria Antonia av Spanien blev hon bortgift med den franske kronprinsens äldste bror prins Ludvig av Frankrike, greven av Provence. Äktenskapet hade arrangerats i samband med en rad äktenskapsallianser mellan kungahusen i Frankrike och Savojen: hennes syster, Maria Teresa, blev två år senare gift med hennes svåger greven av Artois, den blivande Karl X, och hennes svägerska Clothilde av Frankrike blev 1775 gift med hennes bror. Äktenskapet hade delvis arrangerats med hjälp av hennes kusin prinsessan de Lamballe. Vigseln ägde rum per procura i Savojen 16 april 1771 och i person 14 maj 1771 i Versailles, följt av en bal fem dagar därpå. Vid hennes äldste svågers tronbestigning som Ludvig XVI år 1774 blev hennes make tronföljare. Som kungens bror titulerades han då enbart Monsieur, medan Maria Josefina blev känd som Madame. 

## Grevinna av Provence
Maria Josefina var inte populär vid det franska hovet. Hon beskrevs som ful, tråkig och okunnig om sederna vid hovet. Enligt ett välkänt gammalt rykte hade hon dålig hygien, något som ska ha gjort att Ludvig fann henne motbjudande. Det är inte känt huruvida detta är med sanningen överensstämmande, eller om det var ett rykte som spreds ut av anhängare till hennes svägerska Marie-Antoinette: något som kan ha bidragit var det faktum att hennes badrum inte var färdigt vid hennes ankomst till Versailles och att hon därmed i vilket fall som helst inte hade någon möjlighet att sköta sin hygien den första tiden där. 
Det är okänt huruvida äktenskapet fullbordades eller inte. Ludvig av Provence skröt dock öppet om att de hade ett aktivt sexuellt samliv, troligen av politiska skäl, eftersom kungaparets äktenskap var ofullbordat, och Provence och hans eventuella barn därmed var tronföljare. Maria Josefina fick två missfall, ett under 1774 och ännu ett år 1781, men paret förblev barnlöst. Makarna levde i praktiken separata liv, och medan maken ryktades ha ett förhållande med sin hovman hertig d'Avaray, ska Maria Josefina ha haft ett förhållande med sin hovdam Marguerite de Gourbillon. 1780 hade hon uppfört sin egen lantvilla, Pavillon Madame, där hon ofta levde på avstånd från hovet.
Liksom maken ofta grälade med kungen och rent av ifrågasatte dennes förstfödda barns börd, hade Maria Josefina ett spänt förhållande till drottning Marie-Antoinette. Vid dopet av prinsessan Marie Thérèse 19 december 1778 var hon representant för barnets gudmor Maria Teresia av Österrike. Maria Josefina levde ett diskret liv utan inflytande i Versailles, men som landets andra dam efter Marie-Antoinette utförde hon en del representationsuppgifter. 
Paret befann sig på slottet i Versailles under Kvinnotåget till Versailles vid franska revolutionens utbrott 1789 och följde med hovet till Paris, där de dock bosatte sig på sitt eget stadsresidens Luxemburgpalatset i stället för i Tuilerierna. Paret Provence lämnade Frankrike parallellt med kungafamiljens misslyckade flyktförsök i juni 1791 och reste till Österrikiska Nederländerna. Till skillnad från kungafamiljen delade de på sig - han reste med d'Avaray och hon med Gourbillon - och reste under betydligt enklare förhållanden och lyckades därför passera gränsen och återförenades i Namur, medan kungafamiljen, som reste parallellt med dem, arresterades i Varennes-en-Argonne och fördes tillbaka till Paris.

## Exil
I Koblenz utropade sig Ludvig till regent och talesperson för sin fångne bror kungen och överhuvud för de franska exilrojalisterna, och etablerade ett exilhov i Trier. Vid sin brors avrättning 1793 förklarade han sig vara förmyndare och regent för sin döde brors minderårige son, den så kallade makens brorson "Ludvig XVII av Frankrike", som av rojalisterna ansågs vara Frankrikes kung, och vid dennas död i fängelset den 8 juni 1795 förklarades Maria Josefinas make av de franska legitimisterna i exil för "Ludvig XVIII" och hon själv därmed för drottning av Frankrike. Parets relation var mycket dålig under exilen, konflikter uppstod, enligt uppgift på grund av hennes relation med Marguerite de Gourbillon, och paret levde ofta åtskilda. Från 1794 levde de i Verona i hennes förra hemland Savojen. Napoleons invasion av Italien 1796 tvingade paret att fly till Tyskland, där de bosatte sig på skilda håll: han i Blankenburg, och hon med Gourbillon hos en vän i Schleswig-Holstein. 
I juni 1799 närvarade Maria Josefina vid bröllopet mellan hennes makens brorson Ludvig Anton, hertig av Angoulême, och brorsdotter Marie Therese av Frankrike på Jelgava slott i Mitau i Kurland. Maken hade kallat dit henne för att närvara och gett henne order om att infinna sig utan Gourbillon. Hon avreste trots detta i sällskap med denna. När vagnen anlände till Mitau, överfölls den och Gourbillon avlägsnades handgripligen från Maria Josefinas sällskap. Maria Josefina fortsatte då till slottet och ställde till en offentlig scen där hon vägrade att representera om hon inte fick återförenas med Gourbillon. När detta vägrades henne, stängde hon in sig på sitt rum. Detta orsakade en uppmärksammad skandal. Maria Josefina närvarade ändå vid välkomstceremonin av Marie Therese och det följande bröllopet, men lämnade därefter återigen snabbt Mitau. 
År 1804 tvingades hon mot sin vilja bosätta sig med maken i Mitau, sedan hans inkomst reducerats och han inte längre kunde försörja två hushåll. 1808 eskorterades hon och Marie Therese till England av Angoulême, där de först levde som gäster hos markisen av Buckingham på Gosfield House i Essex, året därpå slutligen bosatte sig på herrgården Hartwell House. Vid ankomsten till England led Maria Josefina av ödem, och hon levde avskilt där under sjukdomens förlopp fram till sin död två år senare. Hon avled av ödem 1810, omgiven av det franska exilhovet, bad om förlåtelse för allt ont hon kunde ha gjort och kallade Marie Therese, som skött henne, för sin dotter. Hennes begravning i Westminster Abbey åtföljdes av den brittiska kungafamiljen. Den blev en stor manifestation för exilrojalisterna, och ett tillfälle för Napoleons spioner att anteckna namnen på franska oppositionella i exil. Hon återbegravdes 1811 i Cagliarikatedralen på Sardinien på makens order. Hon dog innan maken reellt blev kung, men brodern reste ett monument över henne på Sardinien i Cagliari med titeln drottning av Frankrike.